# Neobisium vasconicum
Espèce
Synonymes
- Obisium vasconicum Nonidez, 1925
- Obisium cantabricum Nonidez, 1925
- Obisium hypogeum Nonidez, 1925

Neobisium vasconicum est une espèce de pseudoscorpions de la famille des Neobisiidae.

## Distribution
Cette espèce est endémique du Pays basque en Espagne. Elle se rencontre au Guipuscoa dans des grottes.

## Description
La femelle holotype mesure 5,45 mm.

## Liste des sous-espèces
Selon Pseudoscorpions of the World (version 3.0) :
- Neobisium vasconicum cantabricum (Nonidez, 1925)
- Neobisium vasconicum hypogeum (Nonidez, 1925)
- Neobisium vasconicum vasconicum (Nonidez, 1925)

## Systématique et taxinomie
Cette espèce a été décrite sous le protonyme Obisium vasconicum par Nonidez en 1925. Elle est placée dans le genre Neobisium par Beier en 1932.
Les sous-espèces ont été décrites sous les protonymes Obisium cantabricum et Obisium hypogeum par Nonidez en 1925. Elles sont considérées comme sous-espèces de Neobisium vasconicum par Beier en 1963.

## Publication originale
- Nonidez, 1925 : Los Obisium españoles del subgénero Blothrus (Pseudosc. Obisidae) con descripción de nuevas especies. Eos, vol. 1, p. 43-83 (texte intégral).